# Lamponina asperrima
Espèce
Synonymes
- Lampona asperrima Hickman, 1950

Lamponina asperrima est une espèce d'araignées aranéomorphes de la famille des Lamponidae.

## Distribution
Cette espèce est endémique d'Australie-Méridionale.

## Description
Le mâle décrit par Platnick en 2000 mesure 7,7 mm et la femelle 8,5 mm.

## Publication originale
- Hickman, 1950 : Araneae from Reevesby Island, South Australia. Proceedings of the Royal Society of Victoria, (N.S.) vol. 60, p. 1-16.